# STV (Scozia)
STV è un canale televisivo generalista britannico.

## Storia
La Scottish Television ha due importanti acquisizioni, l'acquisto della Caledonian Publishing nel 1996 (la televisione scozzese viene ribattezzata Scottish Media Group) e l'acquisizione della Grampian Television da parte dello Scottish Media Group nel 1997.
STV è stata creata il 30 maggio 2006, in seguito all'adozione di un marchio comune da parte dei due franchising ITV gestiti da STV Group plc.: Grampian Television, che diventa STV North, e Scottish Television, che diventa STV Central.
Dall'acquisto di Channel Television da parte di ITV plc nel 2011, STV North, STV Central e UTV (canale televisivo dell'Irlanda del Nord) sono gli unici a non appartenere a ITV plc tra gli affiliati ITV.
Nel 2013, STV ha ottenuto le licenze per il lancio di due canali televisivi locali a Glasgow ed Edimburgo. STV Glasgow inizia a trasmettere il 2 giugno 2014 e STV Edinburgh è stata inaugurata a gennaio 2015.

## Emittente
In Scozia, tre membri della rete ITV dividono il servizio televisivo indipendente nel terzo canale:
- ITV Tyne Tees & Border (servizio regionale di ITV plc, responsabile del nord dell'Inghilterra e dei territori scozzesi di Scottish Borders, Dumfries e Galloway);
- STV Central Ltd (ex Scottish Television plc), affiliato della rete ITV nella Scozia centrale, in servizio dal 31 agosto 1957.
  - STV Edimburgo: Clackmannanshire, East Lothian, Edimburgo, Fife (escluso il distretto di North-East Fife), Midlothian e West Lothian.
  - STV Glasgow: Argyll e Bute, East Ayrshire, East Dunbartonshire, East Renfrewshire, Falkirk, Glasgow, Inverclyde, Lochaber, North Ayrshire, Renfrewshire, Stirling, South Ayrshire, Lanarkshire Meridionale e Dunbartonshire Occidentale.
- STV North Ltd (precedentemente Grampian Television plc), franchisee ITV per le Highlands (tranne Fort William e Lochaber), Inverness, Aberdeen, Dundee e parte del nord del Fife, in servizio dal 30 settembre 1961.

## Programmi
Il leggendario programma di calcio di Scotsport è stato trasmesso su STV.